# 深水城
深水城(Waterdeep)是桌面角色扮演游戏《龙与地下城》的被遗忘的国度设定中的一个城市国家。深水城不分种族、国籍和生活方式，是一个中立都市。

## 历史
深水城最初是北方部落和南方商人进行贸易的一个商业据点。在大约1000年前，固定的农庄开始兴起。400年前开始出现了“深水”的名字，当时是指一群军阀。
在1032 DR时，艾哈伦成为第一任领主，这一天也成为“北地认可日”历法的起算日期。到了1248 DR，城市发展非常兴盛，公会领袖为取得领导权相互争斗，演变成公会战争。1273 DR公会战争结束，最后活下来的两个公会领袖联合执政。后来开始成立“行政官”的政府制度。行政官成为表面上的领袖，而秘密领主制度也开始流行。